# Exótica
Exótica es una película canadiense del género thriller de 1994 ambientada principalmente en un nightclub en Toronto llamado 'Exótica'. Fue escrita y dirigida por el escritor y director Atom Egoyan. La cinta participó en la selección oficial del Festival de Cannes de 1994.

## Trama
Nota: La historia de Exótica no se cuenta en orden cronológico y se retiene información importante para el espectador hasta tarde en la película. El resumen a continuación no refleja el visionado de la película según se desarrolla.
Exótica presenta un grupo dispar de personajes cuyas vidas están conectadas por el nightclub Exótica. Christina (Mia Kirshner) es una estríper en Exótica, club que pertenece a Zoe (Arsinée Khanjian). El DJ de Exótica es Eric (Elias Koteas), antiguo novio de Christina. Francis (Bruce Greenwood) es un cliente que viene cada noche y siempre hace que Christina baile para él, lo que pone celoso a Eric. 
En su vida profesional, Francis es un auditor para la Hacienda canadiense, y Thomas (Don McKellar) el dueño gay de una tienda de animales, cuyos libros de contabilidad está revisando Francis. 
A Francis se le prohíbe la entrada en el club cuando Eric le manipula para que toque a Christina durante uno de sus bailes (lo cual va en contra de las reglas del club). Más o menos al mismo tiempo, Francis descubre actividades ilegales en los registros financieros de Thomas, y obliga a Thomas a involucrarse en su conflicto con Eric - y finalmente nos damos cuenta de que la obsesión de Francis con Cristina tiene raíces mucho más profundas de lo que parece en un principio.
La escena final de la película, ambientada muchos años antes, cambia otra vez nuestro entendimiento de los personajes, especialmente de Christina.

## Reparto
| Actor/Actriz     | Personaje     |
| Mia Kirshner     | Christina     |
| Elias Koteas     | Eric          |
| Sarah Polley     | Tracey Brown  |
| Victor Garber    | Harold Brown  |
| Arsinée Khanjian | Zoe           |
| Don McKellar     | Thomas Pinto  |
| Bruce Greenwood  | Francis Brown |

## Nominaciones y premios
- En el Festival de Cine de Cannes en 1994, Exótica fue nominada para la Palma de Oro, y ganó el premio FIPRESCI.
- Don McKellar ganó el premio al mejor actor secundario en 1996 en los premios de cine independiente Chlotrudis.
- Exótica ganó el premio de mejor película extranjera del Sindicato Francés de Críticos de Cine en 1995.
- En la edición de 1994 de los Premios Genie del cine canadiense, Exótica ganó el premio a la mejor película, así como premios por el mejor guion, dirección, música, diseño de vestuario, iluminación y diseño de producción. Don McKellar ganó el premio al mejor actor secundario.
- Exótica fue nombrada mejor película canadiense en el Festival Internacional de Cine de Toronto.
- Según el propio Egoyan, le hizo bastante gracia el premio otorgado inesperadamente a su película: el premio a mejor película alternativa para adultos en 1996 de la revista AVN, la revista de la industria pornográfica americana.